# Caxcán
Los caxcanes (del caxcán: *ca-x-cān, interpretado como 'no hay' o 'no tengo') o cazcanes son un grupo sedentario o seminómada indígena chichimeca del tronco yutoazteca que a la llegada de los españoles habitaban en Aguascalientes, el sur del actual estado mexicano de Zacatecas, zonas de Altos de Jalisco y Ameca.
Los caxcanes son uno de los seis grupos indígenas que se denominaban genéricamente como chichimecas y que conformaron junto con los otros grupos la alianza que durante una década atacó el avance español. Fray Antonio Tello (1567-1653) decía que era una de las siete tribus que salieron de Aztlán, junto con los mexicas porque «los pueblos de caxcanes son gente que casi habla el lenguaje mexica y se precian de descender de los mexicas pero no hablan el lenguaje tan culto y refinadamente como ellos».
Otra teoría, más contemporánea, dice que los caxcanes son los remanentes de un imperio nahua que tuvo capital en Chicomóztoc (actual yacimiento arqueológico de La Quemada), cerca de cuando habían salido de Aztlán pero que el ataque continuo de los zacatecos, produjo que abandonaran el territorio y emigraran al valle de México y que los que no emigraron se convirtieron en los caxcanes.
Debido al racismo y la persecución que sufrieron durante el siglo XIX y principios del XX, los caxcanes perdieron el uso de su lengua y su identidad. A pesar de ello, conservan sus instituciones, tradiciones y formas colectivas de acceder a la tierra. En la actualidad existen cuatro comunidades que mantienen la voluntad de reconstituirse y transmitir su cultura e identidad a sus descendientes.

## Etimología
Sobre el significado del término «ca-x-cān» existen muchas versiones, de la que la más aceptada es ‘no hay’. Esta hipótesis se fundamenta en la suposición de que cuando los españoles les preguntaban que si tenían agua y alimentos ellos respondían: «No hay, no tengo» (en nahuatl: kashkán).
Otras versiones son de que la palabra caxcán en realidad viene de las palabras nahuas de acatcane (‘inquieto, desasosegado’), de catzahua (‘ensuciarse’), de catzacantli (‘carrillos’), de cacane (‘carrilludo’) o bien de aocaxcan (‘con dificultad’).

## Historia

### Origen
Según etnolingüistas, los caxcanes pertenecían a la familia lingüística yuto-azteca. Esta familia etnolingüística dicta que los caxcanes tienen el mismo origen genético de etnias tales como los aztecas, huicholes, zacatecos, nahuas, matlatzincas o los utos.
Todas estas etnias emergieron de una zona geográfica común que comprendía lo que ahora se llama Aridoamerica.

### Preclásico
Se estima que entre el 3500 y el 2800 a. C., a causa de la desertificación de Oasisamérica, los pueblos uto-aztecas comenzaron a divergir y a emigrar hacia otras regiones del continente.
Los pueblos caxcanes no fueron la excepción ya que según teorías, estos antes también yacían en esas regiones.
Los utoaztecas se fragmentaron en dos grupos distintos, los yutos y los sonorenses.
Los sonorenses emigraron al sur a través de la Sierra Madre Occidental y fueron estableciéndose a lo largo de esta cordillera. Tiempo después los sonorenses también ocuparon vastas regiones del altiplano mexicano. Los yutos permanecieron en Oasisamérica o bien, se movieron al oriente.
De los grupos sonorenses emanaron cuatro vertientes etnolingüísticas:
- los coracholes se establecieron originalmente en Zacatecas, Nayarit y San Luis Potosí;
- los aztecoides o nahuatlacas originalmente permanecían en Sinaloa y Durango;
- los taracahitas se encontraban en Chihuahua y
- los pimanos en Sonora y Arizona.

Con el tiempo fueron apareciendo las distintas etnias y pueblos indígenas. Los caxcanes pertenecían al grupo aztecoide, por lo tanto habitaban en Sinaloa o algún sitio cercano. Con el paso de los siglos las etnias fueron transformándose o incluso fusionándose. Los caxcanes se movieron lentamente hacia el sur.

### Clásico
Hacia el 400 o el 500 d. C., los valles que conformaban la actual Caxcania no estaba habitada por estos, sino que había varios señoríos interconectados por una red de caminos, de fundación teohtihuacana, sin embargo, solo los nobles eran de Teotihuacán, el pueblo era de jerarquía inferior y eran tecuexes. Mientras que en aquellos tiempos los caxcanes vivían a las cercanías de lo que ahora es el suroeste de Durango y eran según historiadores dominados por los michi, que dominaban aquellas regiones.
Hacia el año 750, un conjunto de revoluciones hostilizan Teotihuacán hasta que éste sucumbe y sus señoríos, ahora gobernados por gente del pueblo (tecuexes) se independizan.
A inicios del siglo XII o antes, los caxcanes son desplazados por los tepecanos, grupo que se desprendió de los tepehuanes para invadir el territorio caxcan y los zacatecos, que ejercían presión sobre ellos, produciendo su emigración al sureste alrededor del siglo XIII, invadiendo a los sedentarios tecuexes y produciendo su nomadización y movimiento al sur, existe evidencia de que en los poblados tecuexes originales como El Teul, Las Ventanas y posiblemente La Quemada tuvieron un ocaso belicista y en gran cantidad de edificios se muestran señales visuales o químicas de un incendio.
Alrededor del año 1100, los caxcanes invaden y conquistan el valle de Teuñchan y Tuitán.

### Postclásico
En 1230 estos invaden el valle de Tlaltenango y los de Tuitán avanzaron lentamente desde el norte por el río Juchipila desplazando a los pueblos tecuexe al sur. Hacia el año de 1300, los caxcanes conquistan el valle de Nochistlán.
Sin embargo, cerca de 1350, los huichol ya no habitaron Zacatecas ya que fueron desplazados al oeste por los zacatecos, y estos invaden el valle de Tuitan, llegando así a conquistar todo un señorío caxcán.

### Época colonial y ocaso
Véase también: Guerra del Mixtón

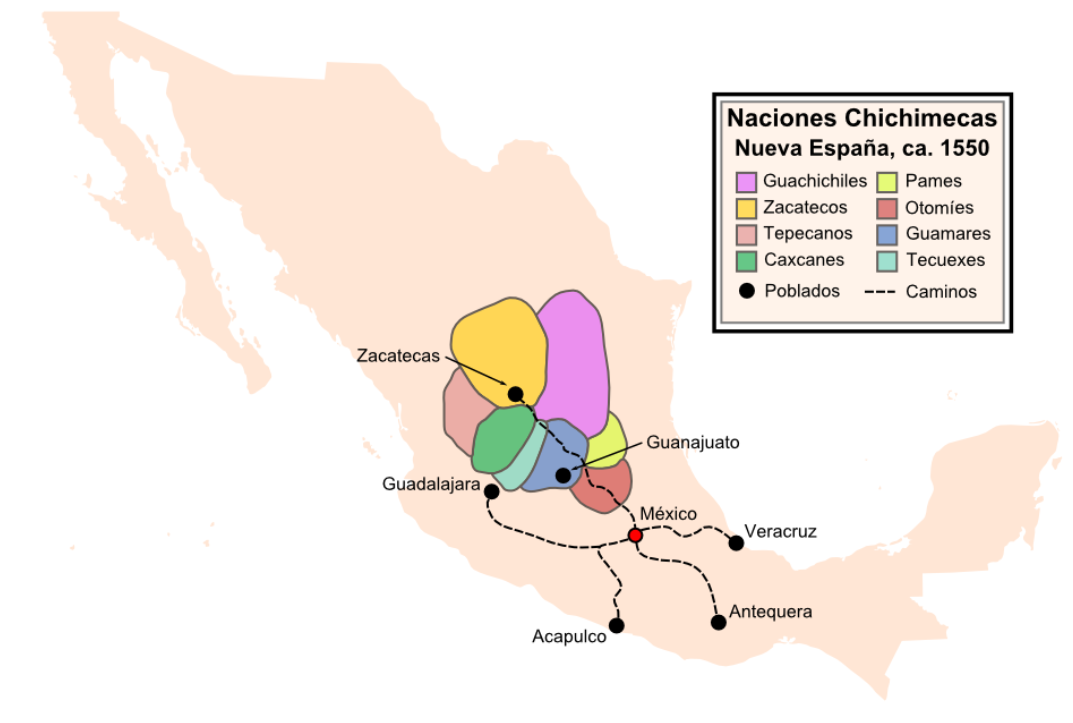
Mapa de las naciones chichimecas, hacia 1550.

Fueron dirigidos por el famoso caudillo Tenamaxtle, señor de Nochistlán, durante la guerra del Mixtón.
Los caxcanes, liderados por Tenamaxtle, peleaban bajo el lema «¡Ashcanquema tehual nehual!» (‘¡hasta tu muerte o la mía!’). Y el lema se cumplió, tanto en el triunfo como en la derrota. Ante la desproporcionada respuesta de los invasores íberos, los guerreros prefirieron morir lanzándose al vacío.

## Sociedad y cultura

### Estructura social
La estructura social de los caxcanes no era muy compleja, únicamente se dividían en líderes, mercaderes, guerreros y aldeanos, únicamente los nobles eran considerados superiores por el pueblo, sin embargo también en algunos señoríos existían consejos de ancianos (hueuehtlahtolli) para aconsejar las decisiones del líder.

### Gobierno
El gobierno consistía en un tlatoani, el cual era elegido por el pueblo algunas veces, otras veces por imposición y otras por el derrocamiento del tlatoani pasado.
Los tlatoque eran caciques (líderes), sin embargo en algunos poblados caxcanes existía el matriarcado, como es el caso de Tlaltenanpan, cuyas líderes se les llamaba tollitl.

### Señoríos caxcanes

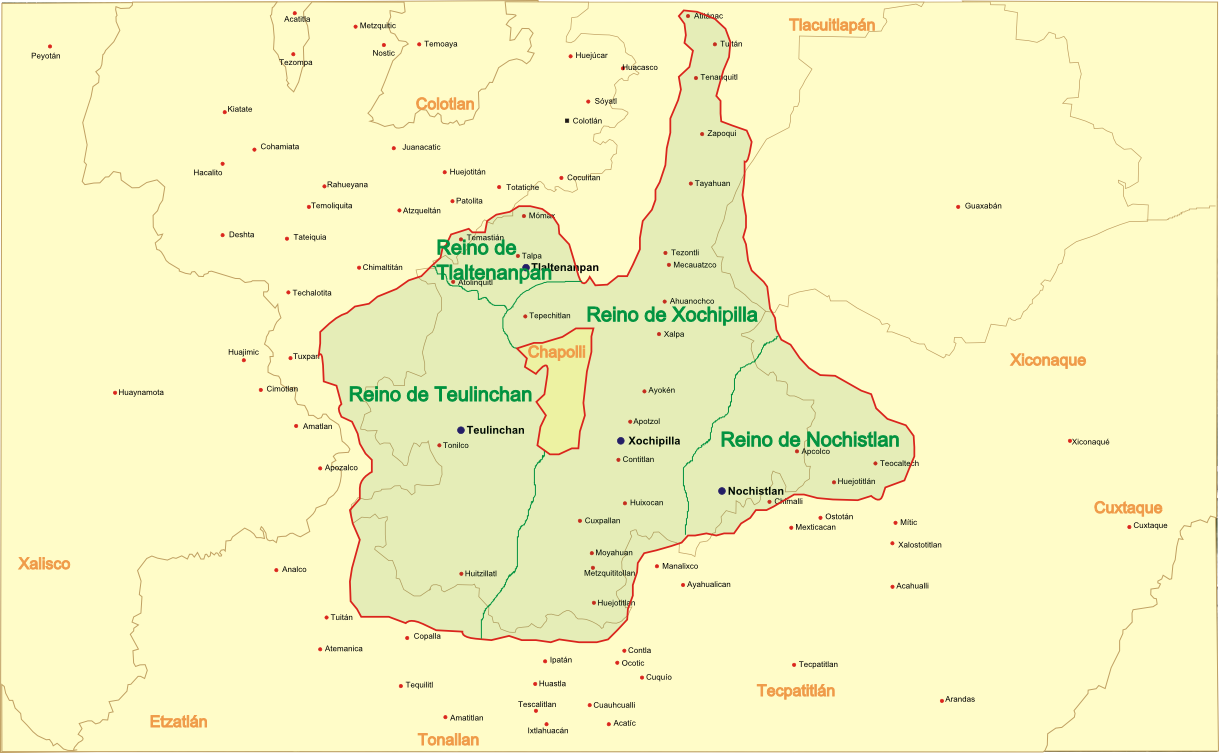
Señoríos de la caxcania

Los caxcanes no eran una nación homogénea a la llegada de los españoles, sino que se componían por varias ciudades-estado que regían cuatro aldeas secundarias y varias rancherías.
A la llegada de los españoles existían más de quince señoríos tributarios y cuatro señoríos caxcanes capitales de entre los cuales el más destacado era el llamado señorío de Apcolco.
Apcolco era la potencia militar en la región y se extendía por todo lo que era el valle de Nochistlán y en la sierra, Xochipillan era la potencia comercial, abarcaba todo el valle de Juchipila y parte del valle de Tuitán, teniendo tributarios a los señoríos de Apotzolco, Xalpan, Ahuanochco, Metahuatzco, Mezquitlan, Tepechitlan y otros y Tlacotla o Tezotl contenía gran patrimonio cultural y religioso ya que en su capital se encontraba el principal centro ceremonial caxcán, en el actual Teul de González Ortega.
| Señorío                     | Último líder            | Nombre nahua |
| --------------------------- | ----------------------- | ------------ |
| Valle de Tlacotán (El Teul) |                         | Tlacotla     |
| Juchipila                   | Xiutecuhtli o Xiutleque | Xochipillan  |
| Nochistlan o Xihconecan     | Xavalotl                | Apcolco      |
| Tlaltenango                 | Tenquital               | Tlaltenanpan |

### Ubicación y territorio
Los caxcanes habitaban al sur del estado de Zacatecas y las regiones colindantes en Jalisco. Exactamente su territorio delimitaba al este con los tecuexes, teniendo como frontera natural el río Verde.
Al sur su frontera delimitaba en el río Grande de Santiago, teniendo como vecinos al Señorío de Tonallan (Señorío de Tonalá), gobernado por la mujer Cihualpilli Tzapotzinco. Al oeste se encontraba la etnia de los tepecanos que habitaban el río Bolaños y al Señorío de Colotlan, cuyos habitantes eran huicholes. Por último, al norte se ubicaban los zacatecos, quienes estaban continuamente invadiendo nuevos territorios al sur, a la llegada de los peninsulares, los zacatecos se encontraban invadiendo el valle de Tlaltenango.
Sus principales centros de religión y población eran Teúl (hoy llamado Teúl de González Ortega), Nochistlán, Tlaltenango, Juchipila, Jalpa, Teocaltiche y Aguascalientes.

### Lengua y dialectos
No existen demasiados testimonios de la lengua caxcan, aunque Campbell (1979) considera posible que se tratara de una lengua utoazteca, debido a la fonología que puede deducirse de los nombres propios. Esta lengua era muy similar a la de sus vecinos norteños los zacatecos. Según Valiñas (1981) el mexicanero es posiblemente la misma lengua caxcana, o una muy relacionada.
Topónimos
- tacotan
- xalpan
- xuchipillan
- xicconecan
- tipul
- cuxtan

Nombres propios
- huataca
- petacal
- huanoch
- colcollazin

Otras palabras
- teul (dios, cognado del nahuatl teotl)
- taxtuani (rey, cognado del nahuatl tlahtoani, De esta palabra se deriva tastoanes)

### Religión
Los caxcanes poseían una religión compleja en comparación de los demás pueblos chichimecas, construyeron grandes templos y centros ceremoniales para rendirle culto a sus deidades, el más importante se ubicaba en el actual pueblo de Teul de González Ortega; en el sito arqueológico de El El Teúl, donde adoraban a Teul, «representación del Sol»; que a la llegada de los españoles era capital del Señorío de Tezol o Teulichan. Su segundo centro ceremonial más importante era Tlachialoyantepec, actual cerro de las ventanas, en Juchipila, cerro sagrado para los habitantes de sus alrededores, Tlachialoyantepek, según la concepción caxcan, tenía a la llegada de los españoles dos guardianes religiosos, Macak y su esposa sacerdotisa Mapilli, quienes vivían en los santuarios de tal centro ceremonial. Para la cultura caxcán el cerro de las Ventanas era el monte sagrado de donde manaba el agua de la vida, puerta al reino de la felicidad donde Yoltic, hijo de Mapilli y Macak era el encargado de resguardarlo.

### Costumbres y tradiciones
Los caxcanes eran un pueblo avanzado según apuntan las investigaciones arqueológicas, eran diestros en la fundición de cobre, como muestra el horno prehispánico encontrado en El Teul, igualmente en el arte escultórico.
Los caxcanes, como la mayoría de los pueblos chichimecas, danzaban a los «espíritus elementales de la naturaleza», como al viento, o al sol, que llamaban Theotl y tenían una religión establecida, como indican los nuevos descubrimientos.
Usaban plantas y sustancias como la resina de pino, para curarse de las enfermedades, también caldo de serpiente o zorrillo para algunas causas.
Utilizando las aguas termales de la región se daban baños calientes al igual que los toltecas, el temazcalli.